# Exosoma rudepunctatum
Exosoma rudepunctatum là một loài bọ cánh cứng thuộc họ Ánh kim (Chrysomelidae). Loài này được Allard miêu tả khoa học năm 1889.